# Mühlsteinrevier RheinEifel

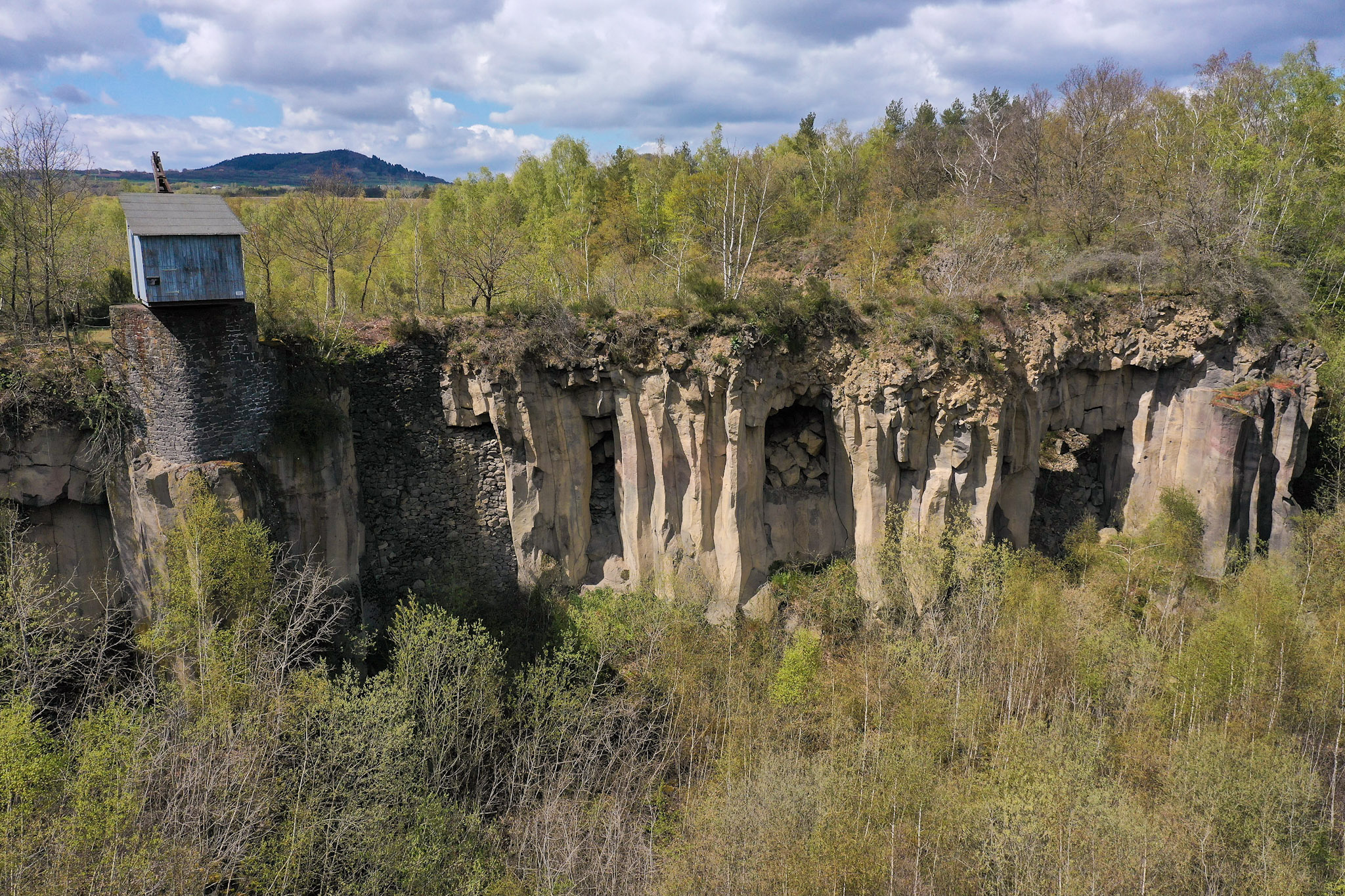
Die verschiedenen Epochen des Mühlsteinbergbaus liegen im Mayener Grubenfeld ganz nah beieinander. (Klaus-Peter Kappest)

Das Mühlsteinrevier RheinEifel liegt im Landkreis Mayen-Koblenz (Rheinland-Pfalz) am Rande der Eifel. Es handelt sich um ein serielles Kulturgut, das sich aus fünf Bestandteilen zusammensetzt, die in ihrer Gesamtheit die Herstellung von Mühlsteinen aus Basaltlava und den Fernhandel mit diesen Produkten abbilden. Der Abbau von Basaltlava zwecks Produktion von Reib- und Mühlsteinen begann hier bereits vor 7.000 Jahren und kam erst zu Beginn des 20. Jahrhunderts zum Erliegen.

## Der Mühlstein – eine Kulturtechnik von universeller Natur
Die Sesshaftwerdung des Menschen, die vor etwa 12.000 Jahren vom sog. Fruchtbaren Halbmond ausging, bildet einen der bedeutendsten Einschnitte in der Menschheitsgeschichte. Aus Jägern und Sammlern wurden Bauern, die ihr Land für den Anbau von Getreide nutzten. In Europa kultivierte man vornehmlich Weizen, Gerste und Roggen. Um daraus Brot backen zu können, benötigte man allerdings ein Werkzeug, das die Weiterverarbeitung des Korns zu Mehl ermöglichte. Reib- und Mühlsteine sind daher eng mit der Neolithischen Revolution verbunden. Die Herstellung von Brot war Voraussetzung dafür, dass eine große Zahl an Menschen ernährt werden konnte. Das Aufschließen von Getreide muss daher als „Kulturtechnik von universeller Natur“ gelten, die folglich am Beginn der Urbanisation steht.

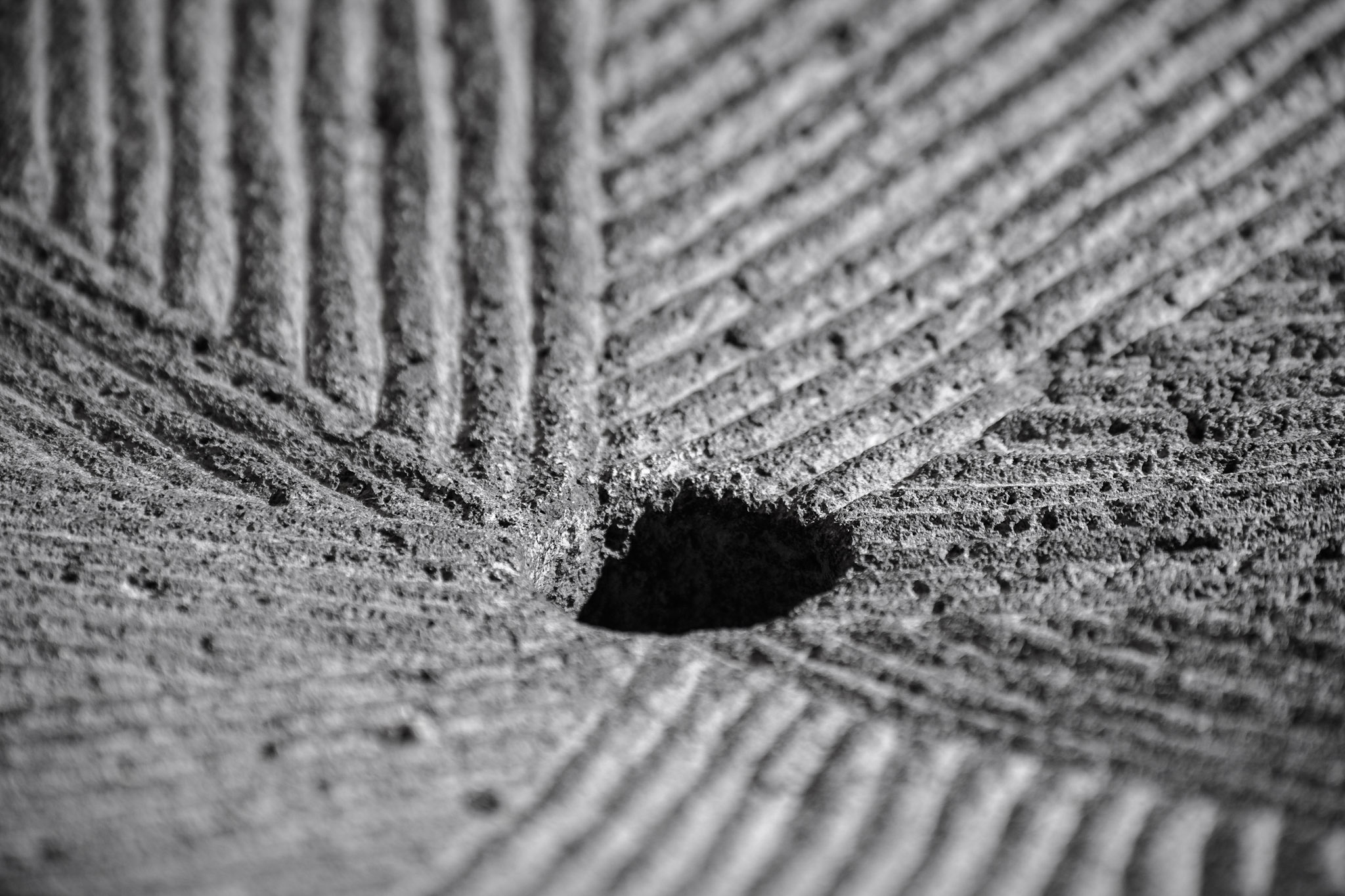
Die markante Gestaltung des Läufersteins machte im Mühlsteinrevier RheinEifel produzierte Handmühlen zum Markenartikel. (Klaus-Peter Kappest)

Sowohl Reibsteine als auch ihre Nachfolger, die Mühlsteine, bestehen aus einem Bodenstein und einem beweglichen Läufer(stein). Beim Reibstein wird das Getreide durch Hin- und Herschieben des Läufers zu Mehl zermahlen. Die Handmühle, die um 300 v. Chr. aus dem Mittelmeerraum nach Zentraleuropa drängte, kommt demgegenüber einer Revolution gleich. Bei Mühlen wird das Mahlgut durch Drehen des Läufers auf dem Bodenstein zerrieben. Die innovative Technologie sorgte für eine beachtliche Produktivitätssteigerung: Versuche ergaben, dass die Mühle im Vergleich zum Reibstein sechs- bis zwölffach effizienter ist. Während die Handmühle mit bloßer Muskelkraft bedient werden kann, bedarf es bei der Kraftmühle zusätzlicher technischer Vorkehrungen, um diese in Bewegung zu setzen. Die Hebelwirkung ausnutzend, wurden Däuarme am Läufer montiert, sodass die Mühle von Sklaven oder Eseln in Gang gesetzt werden konnte. Bei den sog. Schnellläufern wird die Antriebsgeschwindigkeit mit Hilfe eines Getriebes in eine schneller drehende Rotationsgeschwindigkeit des Mahlgangs übersetzt. Halbautomatische Mühlen nutzen als Antrieb Menschen- oder Tierkraft, automatische bedienen sich der Wind- und Wasserkraft.

## Die Erfolgsgeschichte des Eifeler Mühlsteins
Schon in der Jungsteinzeit erkannten die Menschen, dass sich die Basaltlava aufgrund ihrer Struktur für die Fertigung von Mahlsteinen besonders gut eignete. Basaltlava ist hart, relativ leicht und zeichnet sich durch eine scharfkantige Mikrostruktur aus. Ihre Entstehung verdankt sie dem Eifel-Vulkanismus. Vor etwa 200.000 Jahren brachen im betrachteten Raum der Bellerberg-Vulkan und der Wingertsberg-Vulkan aus, die vier Lavaströme hinterließen. Da die Landschaft die ausfließende Lava in damals vorhandene Täler zwang, staute sie sich zu mächtigen Strömen (bis zu 25 m Höhe) auf. Beim Erkalten von Lava bilden sich polygonale Strukturen, sodass sich ein Lavastrom in säulenartige Formationen untergliedert. Im Zentrum des Stroms haben diese Säulen eine Dicke von bis zu 2 Metern, was die Herstellung großformatiger Mühlsteine ermöglichte. Ferner führte die ortsspezifische Abkühlung der Basaltlava zum Einschluss eines hohen Anteils an Gasbläschen. Die daraus resultierende Porosität des Gesteins sorgt dafür, dass die Mahlfläche eines Mühlsteins stets scharf bleibt. Daneben sind Basaltlava-Mühlsteine sehr abriebfest, was erwiesenermaßen die Zähne schonte.
Die natürliche Struktur des Gesteins nutzte man beim Abbau gezielt aus: Um einzelne Säulen aus dem Säulenverband zu lösen und die Säulen in Segmente zu zerteilen, fand die sog. Keilspaltung Anwendung. Dazu schlug man zunächst eine Rille in den Stein hinein, die man anschließend mit Metallkeilen besetzte. Durch das abwechselnde Eintreiben der Keile („Anziehen“) riss der Stein an der gewünschten Stelle. Diese Abbauweise änderte sich bis ins 20. Jahrhundert hinein nur marginal. Erst in den 1920er Jahren wurde das Abspalten mit Hammer und Keilen durch den Einsatz von Presslufthämmern ersetzt.

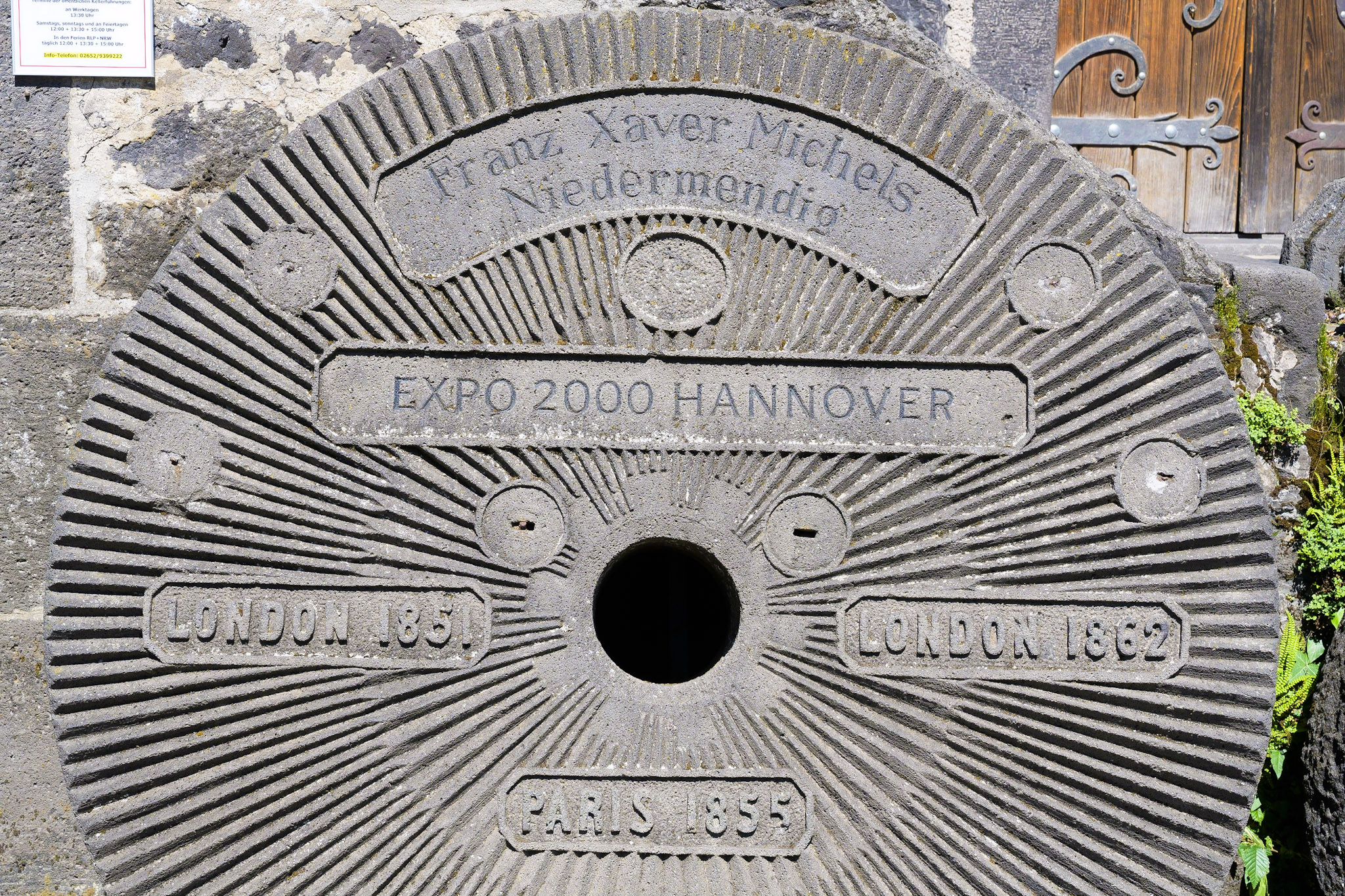
Dieser Mühlstein der Fa. F.X. Michels besuchte insgesamt 4 Weltausstellungen und befindet sich heute im Michelshof in Niedermendig. (Klaus-Peter Kappest)

Die Beschaffenheit des Materials ist aber nur ein Grund für den Siegeszug der Eifeler Mühlsteine. Hinzu kommt die Nähe zum Rhein. Andernach als Tor zur Welt ermöglichte den effizienten Transport der Mahlsteine und ließ sie so zu einem frühen Exportschlager werden. Während römische Handmühlen bis auf die britischen Inseln und über den linksrheinischen Treidelpfad rheinaufwärts bis ins Voralpenland gelangten, konkurrierte das Mühlsteinrevier RheinEifel im Mittelalter mit den norwegischen Mühlsteinen aus Hyllestad um die Handelsräume in Nord- und Ostsee. In der Neuzeit wurden sie als Ballast sogar bis in die Neue Welt verschifft. Beide Faktoren – die hervorragenden Materialeigenschaften sowie die günstigen infrastrukturellen Grundbedingungen – sorgten dafür, dass man in der Osteifel über 7.000 Jahre hinweg kontinuierlich Mahlsteine produzierte. Diese Tradition endete erst mit Aufkommen der Stahlwalze im 20. Jahrhundert.
Das Mühlsteinrevier RheinEifel ist damit ein außergewöhnliches Zeugnis einer kulturellen Tradition. Es steht für Kontinuität und Wandel einer Technik, mit deren Hilfe es möglich war, Getreide zu Mehl zu mahlen. Das RheinEifel-Revier, Ergebnis eines jahrtausendelangen Abbaus von Basaltlava, spiegelt dabei die Wechselwirkungen zwischen dem Menschen und seiner Umwelt wider: So forderten die geologischen Gegebenheiten nicht nur eine fortwährende Weiterentwicklung der Technik, auch die gesellschaftliche Organisation ist als unmittelbare Folge der Steinindustrie zu betrachten. Mühlsteine wurden freilich auch andernorts hergestellt und es sind Reviere bekannt, die auf eine ähnlich lange Abbautradition zurückblicken. Allerdings finden sich nirgendwo anders vergleichbar viele Sachzeugen, die die Entwicklung der Mühlsteinproduktion über Jahrtausende hinweg so lückenlos veranschaulichen könnten, wie im Mühlsteinrevier RheinEifel.

## Die Entwicklung eines historischen Wirtschaftsraums
Es ist gerade diese ungebrochene Kontinuität, die zur Herausbildung eines Industriereviers geführt hat. Wenn man bedenkt, dass sich das Mühlsteinrevier RheinEifel auf eine 7.000jährige Produktionsgeschichte beruft, mag der Terminus des Industriereviers zunächst Irritationen hervorrufen, verbindet man hiermit doch allgemein das wortverwandte Zeitalter der Industrialisierung, die bei uns erst vor etwa 170 Jahren einsetzte. Die Archäologin Angelika Hunold vertritt allerdings die These, dass die mit der Industriellen Revolution verbundenen Wandlungsprozesse bereits in vormodernen Zeiten zu beobachten sind. Unter dem Begriff 'Industrierevier' versteht sie ein Revier, in dem über einen längeren Zeitraum hinweg qualitativ hochwertige Produkte in hoher Stückzahl für einen überregionalen Markt erzeugt wurden. Die Herstellungsprozesse waren dabei standardisiert und arbeitsteilig organisiert.
Um die hohe Nachfrage nach Basaltlavamühlsteinen befriedigen zu können, bedurfte es bestimmter Grundvoraussetzungen. Raumprägende Gegebenheiten wie die Nähe zum Rhein waren neben der Qualität der hiesigen Basaltlava sicherlich der entscheidende Faktor. Ein Wirtschaftsraum ist per Definition allerdings ein durch wirtschaftliche Aktivitäten des Menschen gestalteter Raum. Insofern gilt es auch, so Hunold, das funktionale Gefüge näher in den Blick zu nehmen. Hierzu zählt neben der Siedlungs- und Bevölkerungsentwicklung sowie sozioökonomischen und historisch-kulturellen Aspekten auch die Infrastruktur. Sie soll in der Folge als Merkmal des vormodernen Industriereviers zwischen Rhein und Eifel einer Analyse unterzogen werden, auch vor dem Hintergrund der Frage, inwiefern infrastrukturelle Elemente als Sachzeugen die Authentizität des Kulturguts Mühlsteinrevier RheinEifel untermauern können.

### Das Revier unter römischer Herrschaft

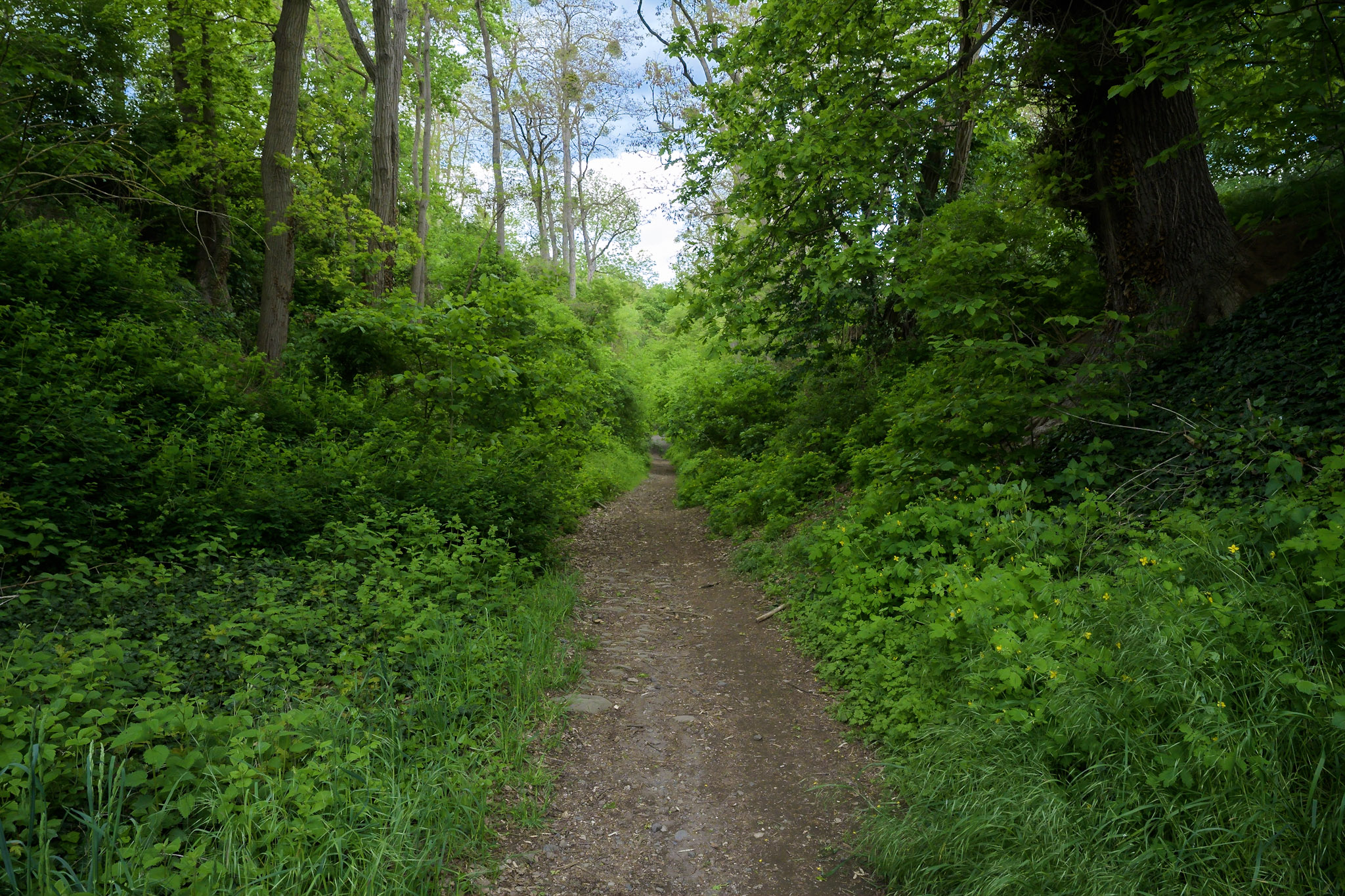
Die Alte Mayener Hohl in Andernach ist heute ein Rückzugsort für die Tier- und Pflanzenwelt mitten in der Stadt. (Klaus-Peter Kappest)

Zwar stellten die hier lebenden Menschen bereits in der Jungsteinzeit Reibsteine aus heimischer Basaltlava her, von einer industriellen Produktion darf aber erst in römischer Zeit ausgegangen werden. So spricht die im Mayener Grubenfeld bis heute erkennbare Parzellierung, die mit Hilfe von stehengelassenen Säulenreihen (sog. Seierte) gekennzeichnet wurde, für einen hohen Grad der Organisation und eine mitunter staatliche Lenkung des Mühlsteinbetriebs, in dem allerdings weiterhin auf das Knowhow der einheimischen Bevölkerung gesetzt wurde. Neu war das Prinzip der Arbeitsteilung: Die Rohlingsproduktion fand im unmittelbaren Umfeld der Brüche statt, die Endbearbeitung der Handmühlen wurde hingegen in den Mühlsteinwerkstätten im Mayener vicus sowie im Segbachtal vorgenommen. Die wesentlich schwereren Kraftmühlsteine erhielten erst in Andernach, wo die Steine verladen wurden, ihren letzten ‚Schliff‘. Um dorthin zu gelangen, nutzte man mit der Römerstraße Trier – Andernach, die in Teilen der heutigen B 256 entspricht, zum einen den Landweg. Die Alte Mayener Hohl – ein tief in die Landschaft eingeschnittener Hohlweg – bildet das letzte Teilstück dieser Trasse. Zum anderen bediente man sich aber auch der zur Verfügung stehenden Wasserwege. Archäologen des Leibniz-Zentrums (LEIZA) haben die Theorie entwickelt, dass Mayener Mühlen u. a. über die Nette transportiert wurden. Zwei Argumente sprechen für diese These: Die keltische Siedlung von Mayen, die sich an der Koblenzer Straße befand, wurde in römischer Zeit ins Tal verlegt. Gleichzeitig verlagerte sich der Abbauschwerpunkt nach Süden – also von Andernach weg. Beides macht nur Sinn, wenn die Nette als Transportweg fungierte. Hierfür spricht zweitens die Landessicherung, die die Römer vornahmen. Sie legten entlang der Nette insgesamt vier Höhenbefestigungen (Katzenberg Mayen, Burgberg Trimbs, Burgberg Polch-Ruitsch, Wernerseck Ochtendung) an, um den Transportweg der Mayener Mühlen zu sichern. Selbst der Segbach, so eine These Stefan Wenzels, könnte als Transportweg nutzbar gemacht worden sein. Eine Geländeanomalie im Bereich der Villa „Lungenkärchen“ deutet er als Stausee, der der temporären Erhöhung des Pegels und somit der Schiffbarmachung gedient haben könnte.

### Das Revier in Mittelalter und Früher Neuzeit

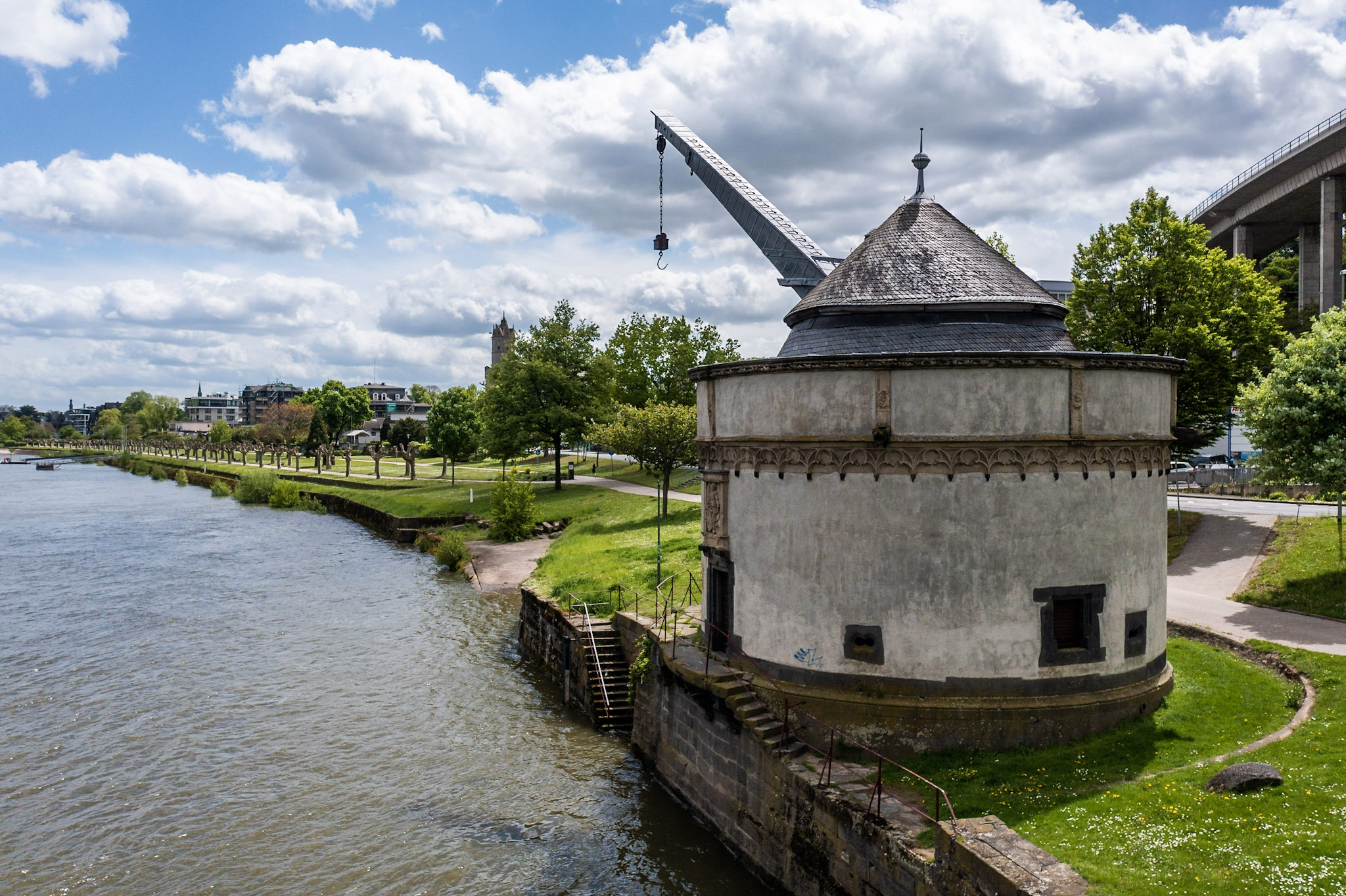
Der sog. Alte Krahnen in Andernach, der Mitte des 16. anstelle des bis dato verwendeten Schwimmkrans errichtet wurde. (Klaus-Peter Kappest)

Der Untergang des Römischen Reiches bedeutete zwar einen vorübergehenden Einbruch des Mühlsteinbetriebs, dieser kam aber zu keinem Zeitpunkt vollends zum Erliegen. Während sich das Mühlsteinrevier RheinEifel in römischer Zeit als ein homogener Wirtschaftsraum charakterisieren lässt, herrschte im Mittelalter und in der Frühen Neuzeit über mehr als sechs Jahrhunderte hinweg politische Zersplitterung, was auch eine wirtschaftliche Heterogenität bedingte. Ursprünglich hatte das Gebiet zwischen den Mühlsteinbrüchen und dem Rhein der Herrschaft des Pfalzgrafen unterstanden – daher im Übrigen auch der Name: Pellenz kommt von Palatina, was so viel wie Grafschaft bedeutet. Als die Pfalzgrafen ihren Herrschaftsbereich mehr und mehr nach Süden verlagerten, ging das Pellenzlehen für mehr als 200 Jahre auf die Grafen von Virneburg über. Die finanzielle Not des Pfalzgrafen Mitte des 16. Jahrhunderts sowie das Aussterben des Geschlechts der Virneburger führte zu dem Entschluss, die Pellenz zu veräußern. Als Interessent trat der Trierer Erzbischof Johann Ludwig auf, der mit dem Kauf sein Ziel erreichte, einen geschlossenen Territorialstaat zu schaffen, der von der Mosel bis zum Rhein reichte. Ein Gegenspieler hielt allerdings die Stellung – der Erzbischof von Köln. Die ehemals zum königlichen Fiskus gehörige Stadt Andernach war seit 1167 kurkölnisch. Der Andernacher Zoll war für die Kurkölner ein lukratives Geschäft. Generell bescherte der Handel der Stadt Reichtum. Mühlsteine aus den Brüchen von Mayen und Niedermendig erreichten weiterhin über die Römerstraße den Andernacher Hafen. Zum Verladen diente zunächst ein Kranschiff, das allerdings sehr reparaturanfällig war. Hinzu kam, dass aufgrund des Mühlenbanns – hiermit untersagte Friedrich Barbarossa 1158 das häusliche Mahlen von Getreide – und Innovationen in der Mühlentechnik immer größere Mühlsteine nachgefragt wurden. Die nun untertägig gewonnenen Kraftmühlsteine, die einen Durchmesser von über 1,70 m erreichen konnten, waren mit dem Kranschiff kaum noch händelbar. Der Andernacher Stadtrat gab daher den Auftrag, einen stationären Hauskran zu errichten, der 1561 in Betrieb genommen werden konnte und der Stadt fortan Krangeld einspielte. Dem Trierer Erzbischof war dies ein Dorn im Auge, bereicherte sich sein Konkurrent doch an den auf kurtrierischem Hoheitsgebiet gebrochenen Mühlsteinen. Karl Kaspar von der Leyen fasste daher Mitte des 17. Jahrhunderts gleich zweimal den Plan, in Weißenthurm einen eigenen Krahnen zu errichten, dieser wurde allerdings nie realisiert.

### Das Revier nach 1800

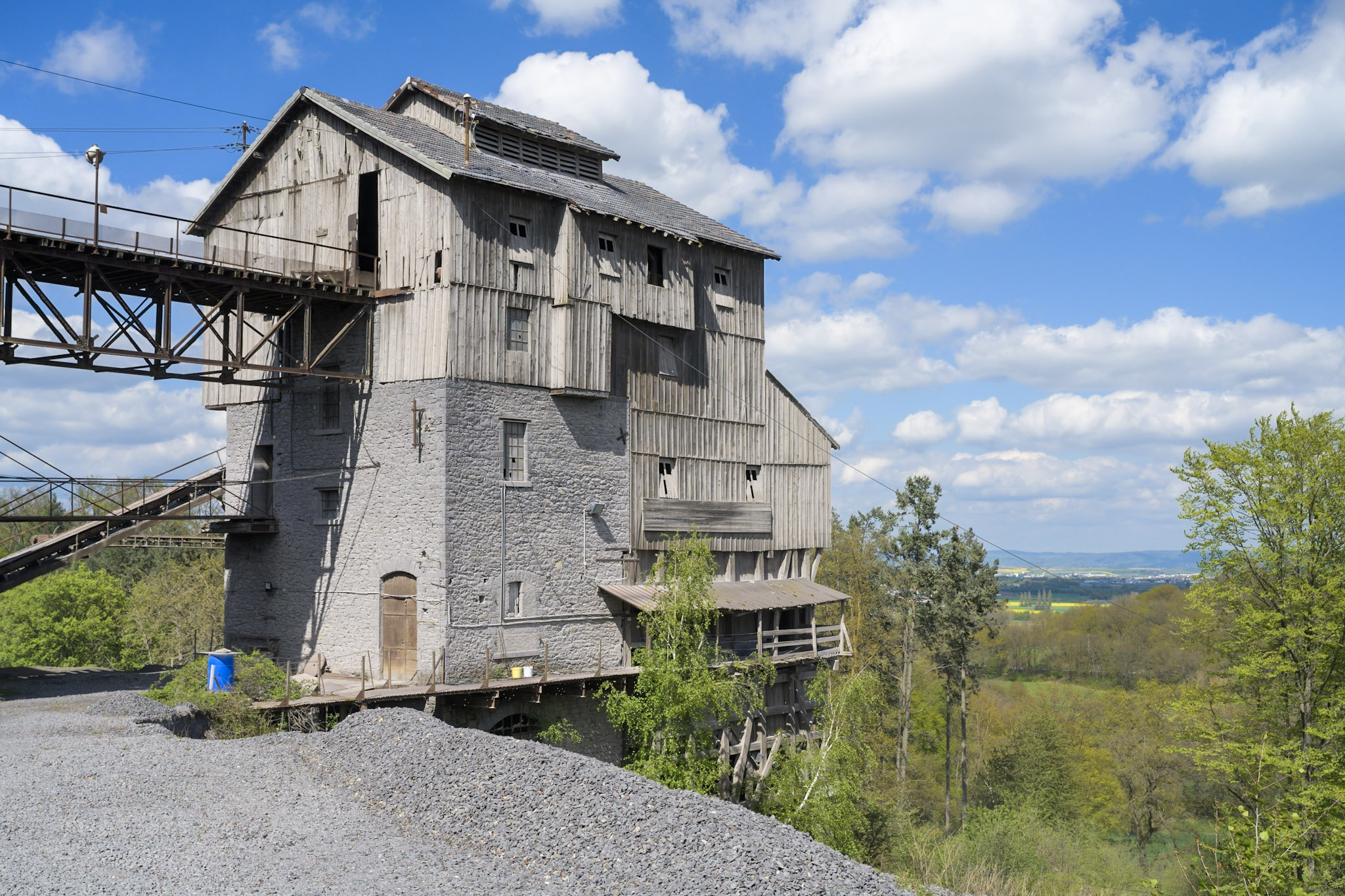
Das einzige noch in Betrieb befindliche Brechwerk (Fa. Scherer, ehemals MAYKO). (Klaus-Peter Kappest)

Die Moderne versetzte auch dem eher konservativen Mühlsteinbetrieb einen Schub. Nicht nur auf der Makroebene kam es durch Anschluss an Preußen und die Reichsgründung zu einer wirtschaftlichen Homogenisierung. Auch die Betriebsstrukturen erfuhren einen Wandel: Kapitalstarke Unternehmer von außerhalb, wie Salomon Landau aus Koblenz, begannen damit, die vielen kleinen Betriebe zu großen Unternehmen zusammenzufassen. Sie waren es, die mit ihren Investitionen die Voraussetzung für einen zukunftsfähigen Basaltlavabetrieb schufen. Dieser bedurfte allerdings einer ihm Schritt haltenden Infrastruktur. Schon zu Beginn des 19. Jahrhunderts hatte der Maire von Mayen, Peter Hartung, die nach wie vor in Nutzung stehende Römertrasse ausbauen lassen. Doch auch diese Maßnahme war nicht ausreichend, um dem wachsenden Güterverkehr dauerhaft standzuhalten. 1851 kam vom preußischen Ministerium für Handel, Gewerbe und öffentliche Arbeit die Empfehlung, eine ‚Kunststraße‘ anzulegen. Bereits ein Jahr später zeichneten insgesamt 183 Personen 719 Aktien – an dem Bauvorhaben war u. a. der bereits erwähnte Niedermendiger Grubenbesitzer Salomon Landau beteiligt. Mit der Investition verbanden die Aktionäre die Hoffnung, mit dem Chausseegeld, das an verschiedenen Stationen erhoben wurde, Gewinne abzuschöpfen. Doch die Erträge deckten nicht einmal die Instandhaltungskosten und aufgrund des stetig steigenden Güteraufkommens – zu den Basaltlavaerzeugnissen kam nun auch noch das Bier aus Mayen und Niedermendig – bot auch die Aktienstraße keine langfristige Lösung. Abhilfe sollte der Bau einer Eisenbahnlinie schaffen. Das 1856 gegründete Eisenbahnkomitee wurde ebenfalls von der Natursteinindustrie unterstützt, was die Unterschrift des Niedermendiger Grubenbesitzers Franz Xaver von Brewer belegt. Die Eifelquerbahn lag 1927 mit 14.646 Tonnen transportierter Güter pro Bahnkilometer weit vor allen anderen Strecken im Mosel- und Eifelraum. Der östliche Abschnitt Mayen – Andernach übertraf diese Leistung aber noch deutlich. Hier wurden 49.665 Tonnen pro Bahnkilometer transportiert. Mühlsteine wurden mehr und mehr von Produkten wie Schotter, Werk- und Pflastersteinen abgelöst. Um die Nachfrage decken zu können, bedurfte es einer effizienten Transportinfrastruktur. So waren auf den Feldern Kräne, Werkplätze (Traachten) und Brechwerke durch eine Feldbahn miteinander verbunden. Über die Schiene gelangten die Basaltlavagüter nach Andernach und die Rheinuferbahn sorgte für eine direkte Anbindung an den Alten Krahnen – eine Maßnahme, die der Niedermendiger Grubenbesitzer F.X. Michels mit forciert haben dürfte, schließlich hatte er zu diesem Zeitpunkt bereits den Krahnen von der Stadt gepachtet, um ihn exklusiv zum Verladen seiner Basaltlavaprodukte zu nutzen.
Abschließend lässt sich festhalten, dass nicht nur erhaltene Attribute wie die Mayener Hohl und der Alte Krahnen die infrastrukturelle Entwicklung eines jahrtausendealten Industriereviers authentisch bezeugen. Viel anschaulicher wird die Kontinuität der hiesigen Infrastruktur durch die weiterhin in Nutzung stehenden Verkehrswege. So entspricht die Römertrasse zwischen Kottenheim und Kruft (heute B 256) nach wie vor ihrem ursprünglichen Verlauf. Und auch die Eisenbahnlinie Mayen – Andernach verläuft heute noch so wie vor 140 Jahren. Dies unterstreicht, dass es sich bei dem Mühlsteinbetrieb der Osteifel nicht bloß um eine lokale oder regionale Produktionsstätte handelt, wie es viele auf der Welt gibt. Die infrastrukturellen Relikte, die belegen, dass die Brüche zwischen Mayen und Mendig Reviercharakter besitzen, legen Zeugnis darüber ab, dass es sich bei dem Raum zwischen Eifel und Rhein um eine maßgeblich durch den Mühlstein geprägte Kulturlandschaft handelt, die ihresgleichen sucht.

## Das Revier im Detail
Das serielle Kulturgut Mühlsteinrevier RheinEifel besteht aus insgesamt fünf Bestandteilen. Ihre Attribute repräsentieren die Herstellung von Mühlsteinen aus Basaltlava und den Fernhandel mit diesen Produkten über einen Zeitraum von zwei Jahrtausenden. Neben den Verkehrswegen, die das Revier mit dem Rhein verbinden, belegen v. a. die kulturellen Zeugnisse, wie stark der Jahrtausende währende Abbau von Basaltlava die Region geprägt hat.

### Grubenfeld Mayen

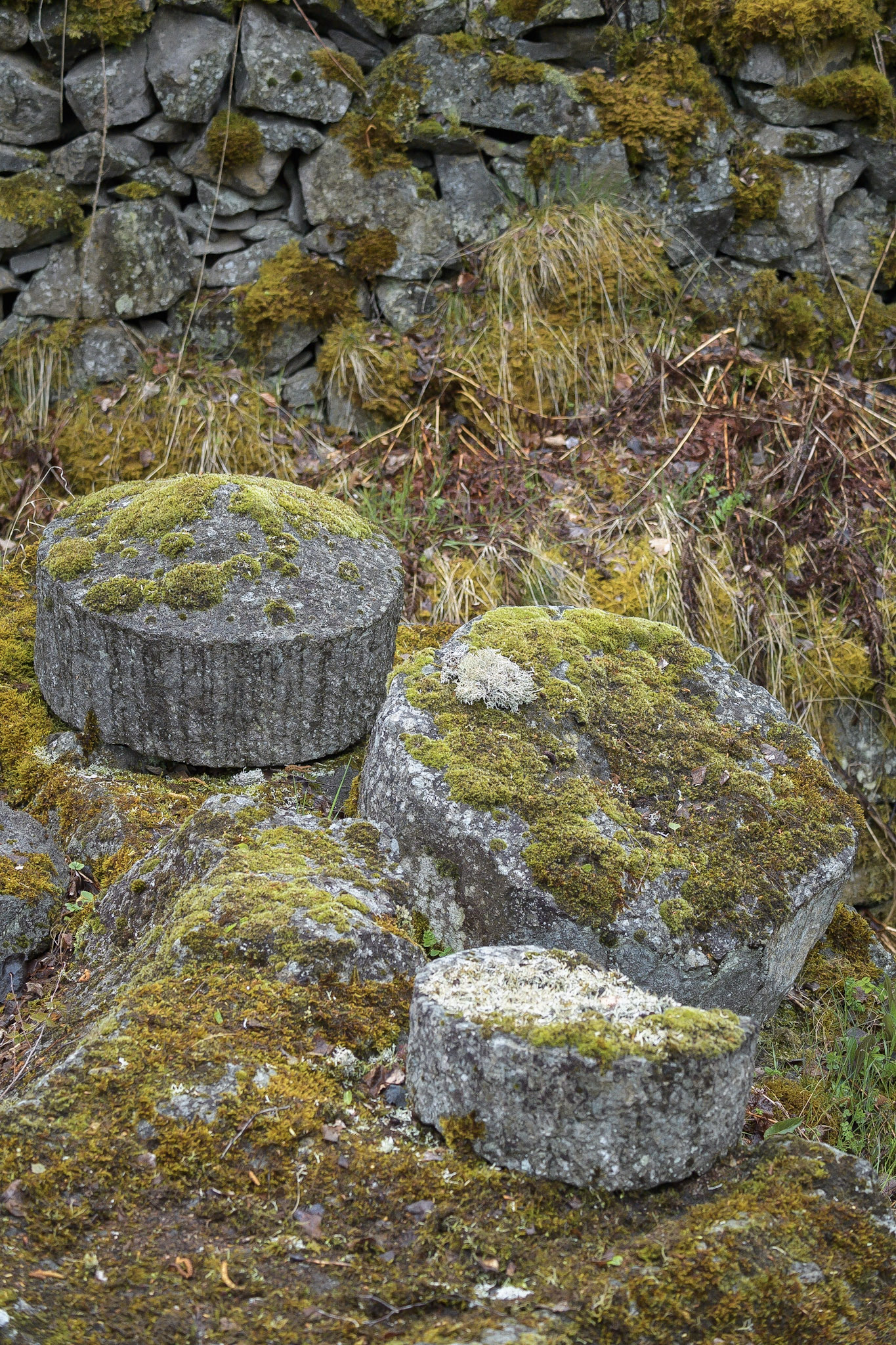
Römische Steinbruchparzelle im Mayener Grubenfeld. Gut zu erkennen sind die verworfenen und im Bruch verbliebenen Handmühlen-Rohlinge. (Klaus-Peter Kappest)

Das Mayener Grubenfeld ist Teil eines 7.000 Jahre alten, seit der Jungsteinzeit genutzten Gewinnungsgebietes für Reib- und Mühlsteine in den Lavaströmen des Bellberg-Vulkans. Seit der Römerzeit wurden hier mit unternehmerischen Maßstäben massenhaft Mühlsteine hergestellt; eine Haushaltsmaschine, die in jeder Lebensgemeinschaft unentbehrlich war und den Urbanisierungsprozess in den besetzten Gebieten begleitete. Jede Zeltgemeinschaft des römischen Heers hatte zu jener Zeit eine eigene Handmühle mitzuführen. Mühlsteine aus Mayener Basaltlava wurden unter Augustus zum regulären Bestandteil der Ausrüstung von in Germanien stationierten Soldaten. Sie bietet aufgrund ihrer Porigkeit nicht nur eine besondere Schärfe, die Härte des Steins sorgt auch dafür, dass wenig Abrieb ins Mehl gelangt – eine die Zähne schonende Materialeigenschaft.
Römische Brüche sind in Mayen mit ihren typischen Merkmalen noch heute erhalten. Auf den Bruchsohlen hinterließen die von den Lavasäulen horizontal abgetrennten Scheiben Absätze, an denen die Spuren der Keiltaschen-Spaltung zurückblieben. Abgebaut wurde in fest umrissenen Parzellen. An den Grenzen blieb der Stein in seiner natürlichen Struktur, als zwischen den Nachbarn strittige Wand – sog. Seierte –, stehen. Sie stellen Rechtsdenkmäler der Betriebsstruktur in römischer und nachrömischer Zeit dar. Verworfene Mühlsteine blieben als Abraum im Bruch zurück. Die Fertigbearbeitung erfolgte in Werkstätten in den zentralen Orten, in den vici von Mayen und Andernach. Ihr Transport bis zum Hafen in Andernach erfolgte über das ausgebaute Straßennetz und über die Nette. Die Errichtung von Höhenbefestigungen entlang des Flusses – eine davon ist der Mayener Katzenberg – diente der Befriedung und Sicherung des Raumes.
Im Mittelalter ging die Mühlsteinproduktion in Mayen ohne Unterbrechung weiter. Die Methoden in der Steingewinnung änderten sich kaum. Die bis dahin gewohnte Spaltung des Steines mit Hilfe von Keiltaschen entwickelte sich zu einer Keil-Rillenspaltung. Auch die Mühlsteinserien änderten sich nur marginal. Auffälligster Unterschied war der seit dem Früh- bis ins Hochmittelalter um das Mühlauge am Oberstein angelegte Kragen, der den Einlauf des Getreides erleichtern sollte.
In Mayen währte der Basaltlavabetrieb bis in das 20. Jahrhundert hinein fort. Neben zahlreichen Basaltlava-Wegekreuzen, die sich über das gesamte Revier verteilen, stellen diverse Grabsteine auf dem Mayener Friedhof (z. B. jener der Familie Peter Josef Kohlhaas) einen unmittelbaren Bezug zu diesem Wirtschaftszweig her. Sie zeugen von der identitätsstiftenden Wirkung dieser Tradition, die in der Mentalität der Einheimischen z. T. bis zum heutigen Tage weiterlebt und diese im Laufe der Jahrhunderte zu einer Schicksalsgemeinschaft hat zusammenwachsen lassen. Das geschäftige Treiben auf dem Mayener Grubenfeld gehört indes der Vergangenheit an. Inzwischen bildet es einen wertvollen Rückzugsort für Flora und Fauna. So bieten die unterirdischen Abbauhallen heute diversen Fledermausarten eine Heimat.

### Lavakeller Mendig

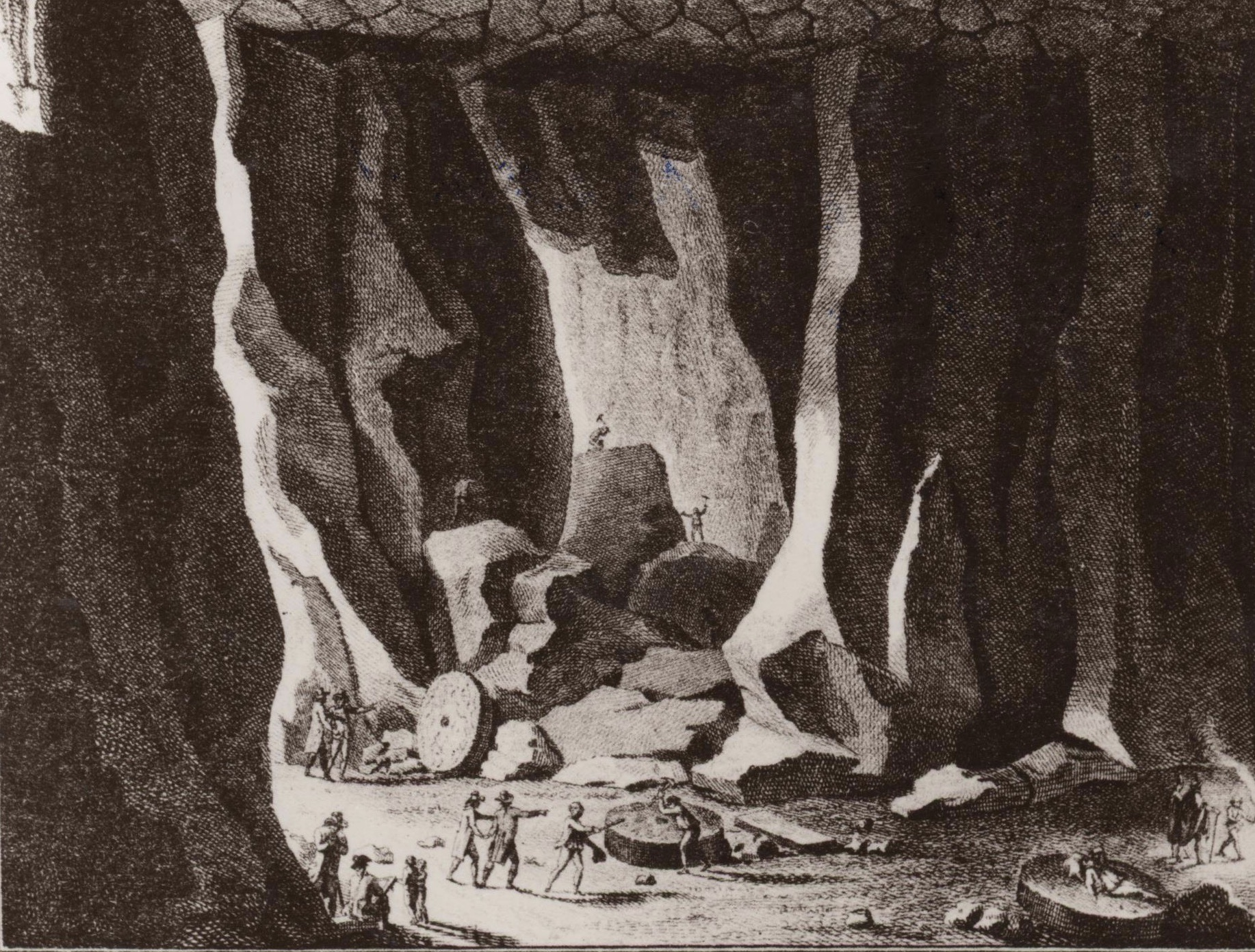
Stich von Faujas de Saint-Fond, der den untertägigen Basaltlavaabbau in Niedermendig zeigt.

Ein Beginn der Mühlsteinproduktion im Mendiger Grubenfeld wird für die karolingische Zeit vermutet. Während man zunächst am Kellbach sowie am Laachgraben, wo die Abtei Maria Laach Steingruben unterhielt, die frei anstehende Basaltlava obertägig abbaute, ging man ab etwa 1500 zum untertägigen Basaltlavaabbau über. Urkunden aus jener Zeit sprechen vermehrt von den sog. Bornlayen. „Born“ als altdeutsche Bezeichnung für „Brunnen“ verweist auf die brunnenähnlichen Schächte des untertägigen Abbaus. Diese wurden zunächst senkrecht bis zum Lavastrom abgeteuft und mit Trockenmauern stabilisiert. Die den Schacht umgebenden Basaltsäulen wurden stufenförmig abgebaut (sog. Strossenbautechnik). Man spricht in diesem Zusammenhang auch vom „Abglöcken“. So entstanden zunächst glockenförmige Abbaukammern, die sich mit der Zeit zu immer größer werdenden Abbauhallen entwickelten. Der oberste Meter des Lavastroms, die sog. Glocken, diente als Gewölbe. In unregelmäßigen Abständen wurden Säulenbündel als natürliche Stützpfeiler stehen gelassen.
Die Gründe für den Wechsel der Abbauweise sind vielfältig: Der letzte Ausbruch des Laacher-See-Vulkans hatte den Niedermendiger Lavastrom mit einer mächtigen Bimsschicht überdeckt, was den dortigen Abbau, der im Abraum zu ersticken drohte, erheblich erschwerte. Weiterhin hatte sich der Mühlsteinmarkt gewandelt, denn der 1158 erlassene Mühlenbann untersagte das häusliche Mahlen von Getreide. Das Recht des Mehlmahlens wurde in der Folge dem Grundherrn übertragen. Die sog. Bannmühlen, die aufgrund technischer Innovationen im Mühlenbau immer größer wurden, erforderten auch immer größere Mühlsteine, die Spitzenpreise erzielten.
Vor diesem Hintergrund wurden die unteren, dickeren Abschnitte der Lavasäulen, sog. Schienen, zusehends begehrter. Schächte wurden abgeteuft, um das Material untertägig abzubauen. Mittels von Menschen- und Tierkraft angetriebenen Göpeln schaffte man die schweren Mühlsteine an die Erdoberfläche. Das sog. Layenlehnrecht gab dem frühneuzeitlichen Mühlsteinbetrieb einen rechtlichen Rahmen. Man unterschied zwischen dem Eigentümer der Bruchparzelle (Lehnherr), dem Eigentümer des darunterliegenden Steins (Erbherr) und dem Layer, der die Mühlsteine fertigte. Das Layenlehnrecht garantierte dem Layer als Halbwinner zwar eine mehr oder minder selbstständige Position, zugleich verhinderte es aber die Bildung größerer Betriebe. Erst als zu Beginn des 19. Jahrhunderts kapitalstarke Unternehmer von außerhalb kamen und die Kleinbetriebe zu Großunternehmen zusammenfassten, wurde ein flächiger und somit zukunftsfähiger Mühlsteinbetrieb möglich.
Im Laufe der Jahrhunderte entstand unter Niedermendig ein etwa 3 Quadratkilometer großes Kellernetz. Die imposanten Abbauhallen sind Zeugnis der Schaffenskraft früherer Generationen. Ab den 1840er Jahren weckten sie das Interesse diverser Brauereien. Joseph Gieser, Braumeister der Herrnhuter Brüdergemeine aus Neuwied, hatte erkannt, dass die Keller aufgrund ihrer konstanten Temperatur von etwa 8 °C für die ganzjährige Produktion untergäriger Biere prädestiniert waren. Die zuvor größtenteils mit dem bei der Mühlsteinproduktion anfallenden Bruchstein (sog. Kummer) verfüllten Untertagebaue wurden nun freigeräumt, um Platz für die Bierfässer zu schaffen. Die Bierkeller zeichnen sich durch bestimmte Charakteristika aus: Trennwände sollten vor Diebstählen schützen, Tore und Fenster die Luftzirkulation sicherstellen. Gekalkte Wände dienten dazu, die Lichtverhältnisse unter Tage zu verbessern. Der Kellerboden wurde freigeräumt und teils sogar gepflastert. Die Bierfässer (30 Ohm und mehr) lagerten auf gemauerten Podesten. Mit seinen zu Spitzenzeiten 28 Brauereien avancierte Mendig zum „Pilsen des Rheinlands“. Selbst in Bayern wurde kein Braumeister angestellt, der nicht eine Zeit lang in Niedermendig gearbeitet hatte. Das Ende dieser Goldgräberzeit läutete 1876 Carl Linde ein als er die Kühlmaschine erfand und die Produktion untergäriger Biere damit standortunabhängig machte. Heute zeugt nur noch die Vulkan-Brauerei von dieser einstigen Blüte der Bierbrauerstadt Mendig.

### Ettringer Lay

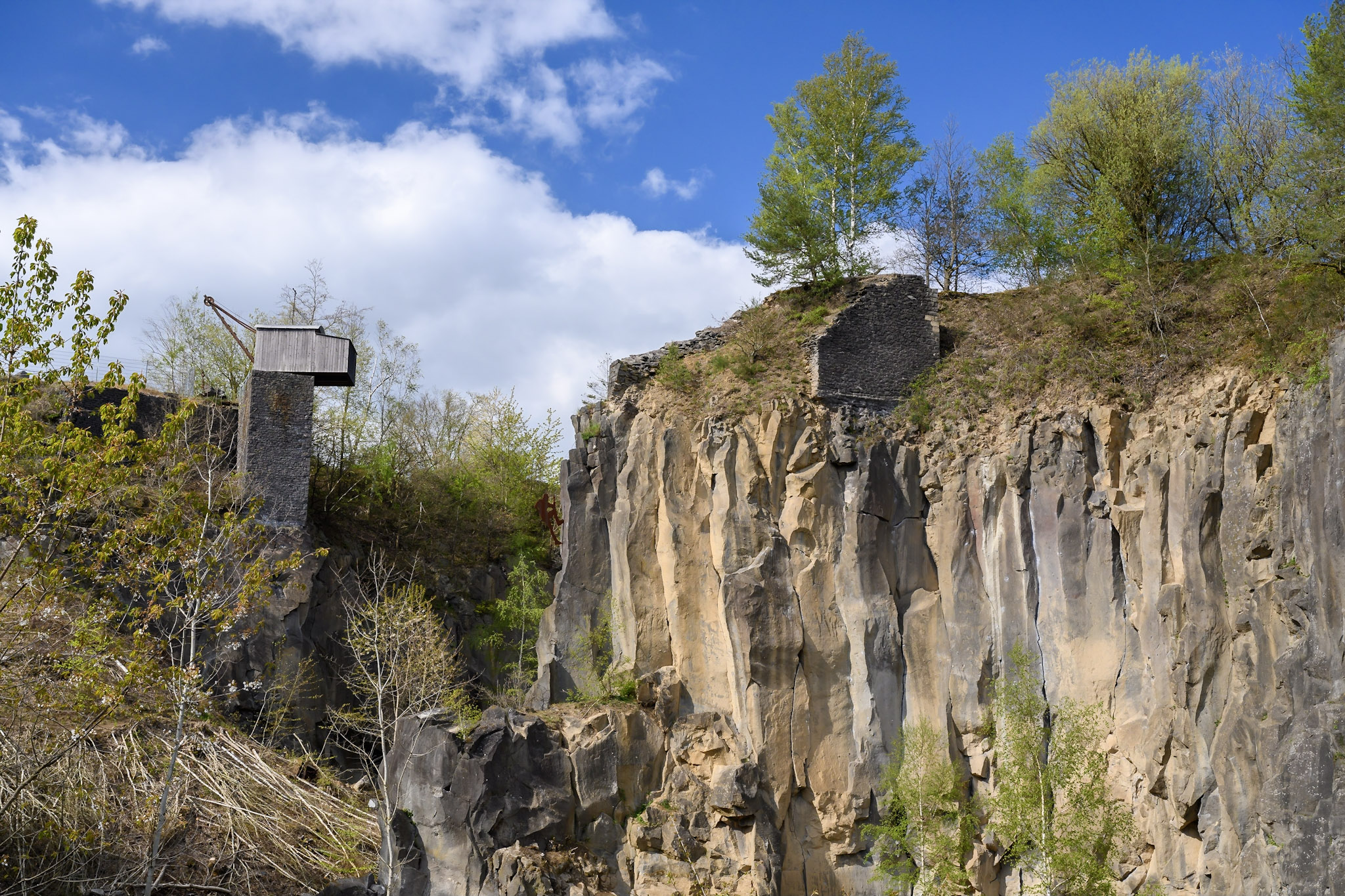
Die Ettringer Lay mit ihren mächtigen Abbauwänden von bis zu 25 Metern Höhe. (Klaus-Peter Kappest)

Im Spätlatène beginnt der Abbau und die Produktion von Reib- und Mühlsteinen im Ettringer Grubenfeld und setzt sich in der römischen Zeit fort. Die eigentliche Hauptzeit des Betriebs fällt indes in das 19. und 20. Jahrhundert. 1830 wird nach einer langen Pause die Abbau- und Produktionstätigkeit wieder aufgenommen. Beiderseits der Straße von Mayen nach Ettringen (heute L 82) entstand in rund 100 Jahren ein geschlossenes Grubenfeld. Bis heute sind die wesentlichen Elemente eines Abbaubetriebes dieser Zeit erhalten geblieben.
Mit einer Höhe von bis zu 25 m verfügt das Grubenfeld Ettringen über die imposantesten Abbauwände im gesamten Revier. Sie sind Zeugnis der jüngsten Phase des Basaltlavaabbaus am Bellberg. Während die Ettringer Basaltlava aufgrund häufiger Stiche für die Mühlsteinfertigung nur eingeschränkt brauchbar war, sorgte die geringe Überdeckung des Lavastroms für niedrigere Produktionskosten, sodass sie sich für Massengüter wie Pflastersteine eignete. Die technischen Neuerungen der Industriellen Revolution beschleunigten die Entwicklung des Ettringer Grubenfelds zusätzlich: Der schon für den untertägigen Abbau typische Göpel, der von Mensch oder Tier angetrieben werden musste, wurde nun im Tagebau eingesetzt und z. T. sogar elektrifiziert, um die großen (schweren) Mühlsteine (sog. 16er, 17er) zu fördern. Zwar konnten mit Hilfe der Göpelwerke die bis zu 2 t schweren Mühlsteine gehoben werden, die Tragkraft der im Jahre 1903 durch Kaspar Helmes eingeführten elektrischen Grubenkräne (5 bis 7,5 t) war aber ungleich höher. Beim frühen Typus fungierten Motor und Getriebe als Kontergewicht zum Ausleger und befanden sich außerhalb des Führerhauses. Beim ab den 20er Jahren eingeführten jüngeren Typ waren Motor und Getriebe in das Führerhaus integriert. Die E-Kräne waren es, die den immer tiefer reichenden Tagebau erst ermöglichten. Die zahlreichen Kräne und Kransockel zeugen bis heute von dieser Hochphase des Basaltlavaabbaus.
Unmittelbar an den Gruben angrenzend, befanden sich die Werkplätze (sog. Traachten). Zur Ausstattung einer solchen Traacht gehörten neben den Göpeln und Kränen, Gleise, Arbeitshütten für Steinhauer und Pflastersteinschläger sowie verschiedene Funktionsgebäude (Grubenaufsicht, -verwaltung, Zahltagshäuschen, Grubenschmiede, Sprengstofflager, Kompressoranlage). Hier fand die Endbearbeitung zu Mühlsteinen, Werk- und Pflastersteinen statt.
Der dabei anfallende Schutt wurde hinter den Traachten aufgestapelt oder zu den Brechwerken transportiert. Diese Halden (sog. Rötschen) bilden zusammen mit den Werkplätzen, Kränen und Gruben das gesamte Beziehungsgeflecht des Basaltlavaabbaus ab. Hieraus erwächst der besondere Wert des Ettringer Grubenfelds: Die Ettringer Lay bietet bis zum heutigen Tag ein weitgehend ungestörtes Bild des Basaltlavabetriebs im 19./20. Jahrhundert.

### Kottenheimer Winfeld

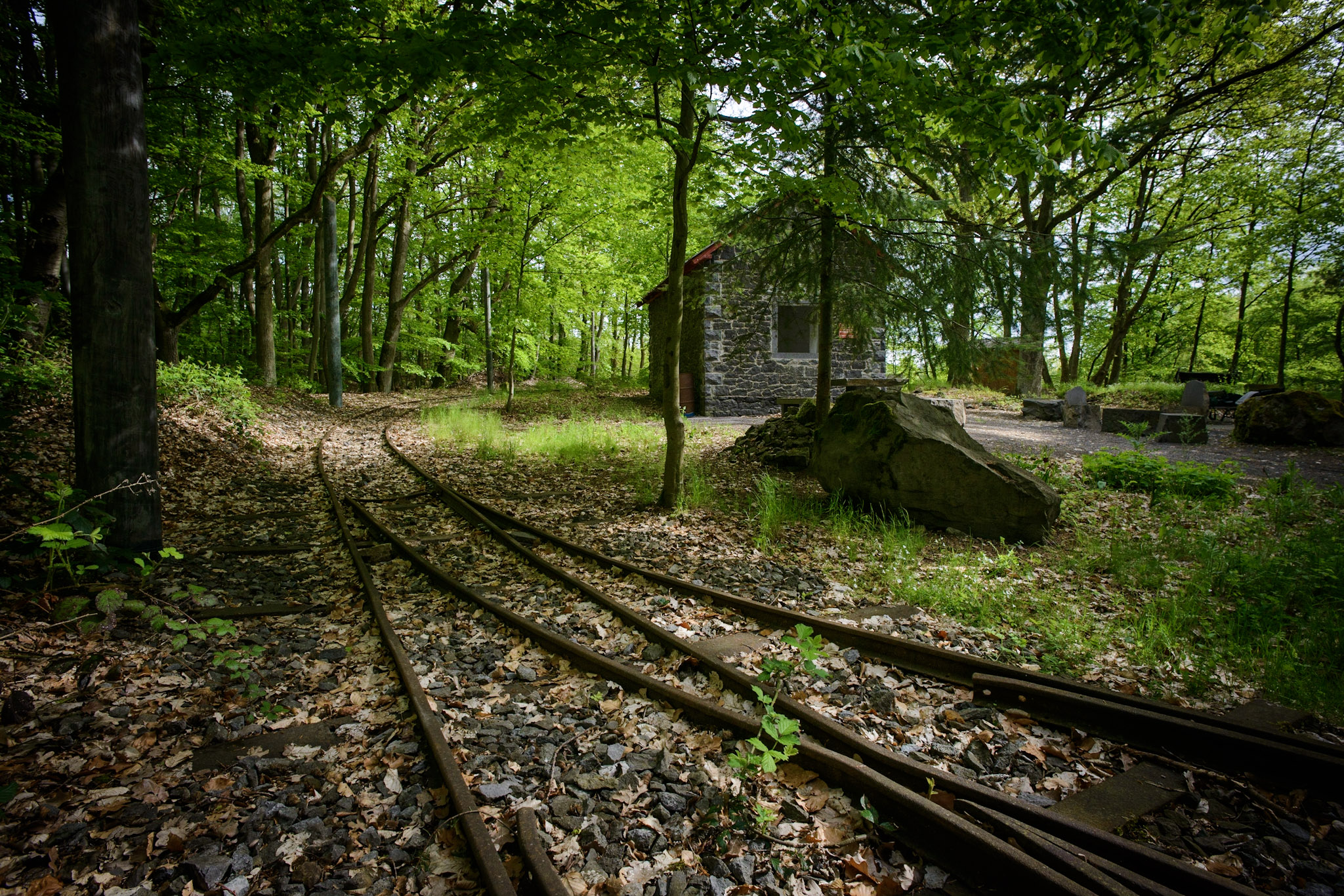
Spuren der ehemaligen Winfeld-Schmalspurbahn, die ehemals über ein Streckennetz von 5 km verfügte. (Klaus-Peter Kappest)

Die Anfänge des Kottenheimer Winfelds reichen bis in die Jungsteinzeit zurück. Die Römer produzierten hier Handmühlen für ihre Legionen. Im Hochmittelalter kam der Mühlsteinbetrieb im sog. Winfeld aber zum Erliegen und man nutzte das Areal vermutlich für den Anbau von Wein.
Erst ab etwa 1850 wurde der Abbau wieder aufgenommen. Die Industrialisierung bescherte Kottenheim einen wahren Basaltlava-Boom, sodass die 1854 fertiggestellte Aktienstraße dem immer größer werdenden Transportaufkommen schon bald nicht mehr standhielt. Bereits zwei Jahre nach ihrer Inbetriebnahme gründete sich ein Eisenbahnkomitee, zu dessen Vorkämpfern u. a. der Niedermendiger Grubenbesitzer von Brewer zählte. Die Bahnlinie Andernach – Niedermendig konnte 1878 realisiert werden und wurde 1880 schließlich bis nach Mayen verlängert – nun erhielt auch Kottenheim einen eigenen Anschluss. Die Eisenbahn war der Katalysator, der den Anstoß zur positiven konjunkturellen Entwicklung des Winfelds ab den 80er Jahren des 19. Jahrhunderts gab (beispielhaft seien an dieser Stelle die Basaltlava- und Tuffsteinwerke Jacob Pickel & Comp. genannt). Vom Kottenheimer Bahnhof aus gelangten die Mühlsteine zum Rhein. Im 19. Jahrhundert wurden aber auch die zuvor als Abfall betrachteten Bruchsteine, die bei der Mühlsteinfertigung zwangsläufig anfallen, zusehends attraktiver. Sie waren das Ausgangsmaterial für Pflastersteine und Schotter für den Eisenbahn- und Straßenbau. Zudem ließ die preußische Baupolitik die Nachfrage nach Werksteinen rapide ansteigen. Im unmittelbaren Umfeld der Brüche fand die Basaltlava auch als Mauerstein rege Verwendung. So bedienten sich v. a. die Akteure des Basaltlavabetriebs der günstigen Bruchsteine, um daraus ihre Häuser zu errichten. In Mayen wurde der sog. Kummer den ortsansässigen Steinmetzen noch bis in die 1930er Jahre für lediglich eine freie Zeche im Jahr kostenlos überlassen. In der Lainsteinerstraße in Kottenheim haben sich viele der aus dem Bruchstein gebauten Layerhäuser erhalten.
Die hohe Nachfrage nach Kottenheimer Natursteinprodukten konnte nur gestillt werden, wenn man die Abläufe auf dem Grubenfeld optimierte. Zu Beginn des 20. Jahrhunderts erhielt das Winfeld eine eigene Schmalspurbahn, die Förderkräne und Werkplätze (sog. Traachten) fortan mit dem Brechwerk verband. Zu seiner Erschließung wurde ein Bremsberg zur tiefer vorbei führenden Bahn angelegt. Über ihn gelangte der Schotter vom Winfeld-Brechwerk zur Winfeld-Rampe, von wo aus er mit der Eisenbahn abtransportiert wurde. Der Bremsberg bediente sich dabei einer raffinierten Technik, denn die drei leeren Loren am unteren Ende des Bremsbergs wurden durch das Eigengewicht der drei nach unten fahrenden beladenen Loren wieder nach oben gezogen.
Der Klang der Hämmer ist inzwischen verhallt. Heute ist das Winfeld v. a. für Touristen ein beliebtes Ziel. Die Sportkletterreviere, die der Deutsche Alpenverein hier und in der Ettringer Lay betreibt, locken Kletterbegeisterte von nah und fern.

### Andernacher Hafen

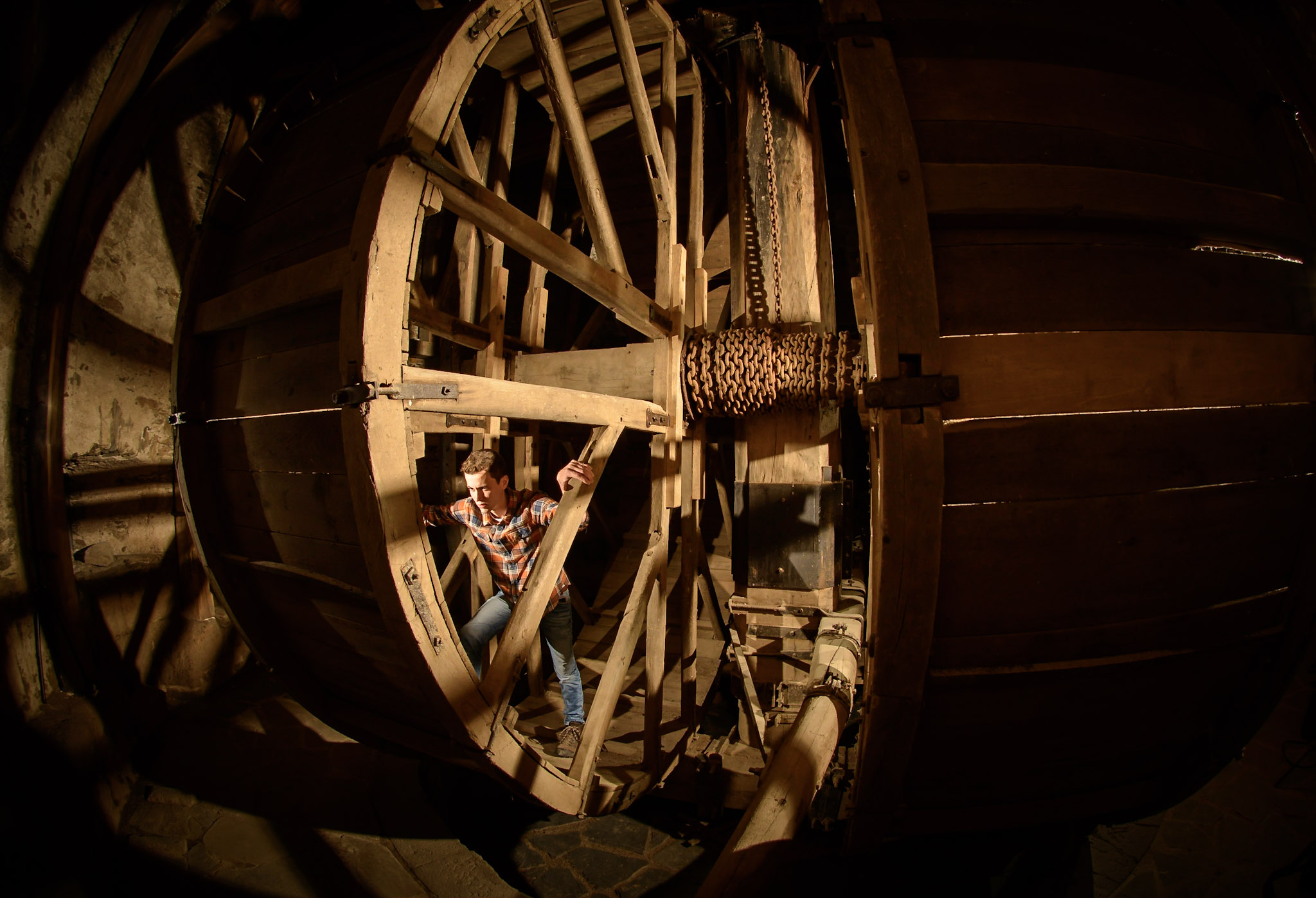
Die originale Technik hat sich im Innern des Alten Krahnens weitestgehend erhalten. Mit den zwei Laufrädern waren die sog. Kranknechte in der Lage, das Hebewerk in Gang zu setzen. (Klaus-Peter Kappest)

Bereits in keltischer Zeit diente Andernach als Umschlagplatz für die Reib- und Mühlsteine aus den Brüchen des Bellbergs. Mit der Massenproduktion von Handmühlen unter römischer Herrschaft wuchs auch die Bedeutung Antunnacums. Die Mühlen gelangten über die Römerstraße, die in Teilen der heutigen B 256 entspricht, an den Rhein. Die Alte Mayener Hohl, ein durch den Jahrtausende währenden Schwertransport entstandener Hohlweg, bildet das letzte Teilstück dieser Trasse und hat sich bis heute in ihrer Ursprünglichkeit erhalten. Über den Strom wurden die Mühlen schon in römischer Zeit bis auf die britischen Inseln verschifft.
Andernach war zu jener Zeit aber auch Ort der Produktion, denn die Endfertigung der schweren Kraftmühlsteine fand hier statt. Ein großer öffentlicher Repräsentativbau aus dem frühen 3. Jahrhundert, der sich im Bereich des Historischen Gartens befand, wird als Sitz der staatlichen Steinhandelsverwaltung gedeutet.
Als Drehscheibe für den Handel behielt Andernach auch über den Untergang des Römischen Reichs hinaus seine Bedeutung. Der schon von den Römern genutzte linksrheinische Treidelpfad, der durch das Bollwerk (1659/61) führt, – hier befand sich ursprünglich das Zollhaus – ermöglichte, dass die Mühlsteine auch rheinaufwärts transportiert werden konnten. Im 16. Jahrhundert entschloss sich der Andernacher Stadtrat dazu, das bis dato betriebene Kranschiff (erw. 1405/06) durch einen steinernen Hauskran (1554/58) zu ersetzen, dessen originale Technik sich größtenteils erhalten hat. Von der wirtschaftlichen Bedeutung des Alten Krahnens zeugen die Krahnenbücher: Für jeden verladenen Mühlstein musste Krangeld an die Stadt entrichtet werden. Der Kölner Erzbischof als Landesherr verdiente an diesem lukrativen Geschäft mit. Es war so einträglich, dass der Trierer Kurfürst plante, in Weißenthurm einen eigenen Kran zu errichten. Aufgrund seines ökonomischen Gewichts ist der Krahnen kein reiner Zweckbau, sondern zugleich Objekt städtischer Repräsentation. Die diversen künstlerischen Elemente des Krans – das rheinseitige Michaelsrelief, das dem Renaissancekünstler Christoph Goldschmied zugeschrieben wird, ist sicher das spektakulärste Beispiel – unterstreichen diesen Anspruch.
Im 19. Jahrhundert war es der Niedermendiger Grubenbesitzer Franz Xaver Michels, der den Krahnen pachtete, um ihn exklusiv zum Verladen der Basaltlavaprodukte seines Unternehmens zu nutzen. Die Rheinuferbahn (1879) ermöglichte den direkten Transport der Güter von den Brüchen zum Rhein. Die Rheinischen Basaltlavawerke F. X. Michels unterhielten zu jener Zeit ein Mühlsteinlager beiderseits des Rheinuferwegs. Und auch seine repräsentative neobarocke Villa ließ Michels in unmittelbarer Nähe zum Krahnen errichten. Die baulichen Attribute des Andernacher Hafenbezirks spiegeln dieses Wirtschaftsgefüge in Gänze wider und veranschaulichen bis heute die aus dem Basaltlavabetrieb resultierende Prosperität.